# 森三千代
森 三千代（もり みちよ、1901年4月19日 - 1977年6月29日）は、日本の詩人・作家。金子光晴の妻。翻訳家・森乾は息子。
愛媛県生まれ。三重県宇治山田市（現伊勢市）出身。東京女子高等師範学校中退。昭和3年より、フランス、オランダ、ベルギーなど世界各地を5年遊学し、多くの小説を書いた。太平洋戦争中は、文化使節としてフランス領インドシナに派遣されたほか、『小説 和泉式部』で新潮社文芸賞第一部（1944年度）を受賞。1950年以降は内外の古典の再話が主となった。墓所は東京都八王子市の上川霊園。

## 著書
- 竜女の眸 詩集 （紅玉堂書店 1927年）
- ムヰシュキン公爵と雀 詩集 （私家版 1929年）
- 東方の詩 （図書研究社 1934年）
- 巴里の宿 小説集 （砂子屋書房 1940年）
- 南溟 （河出書房 1940年）
- あけぼの街 （昭和書房 1941年）
- をんな旅 （富士出版社 1941年）
- 金色の伝説 （協力出版社 1942年、中公文庫 1991年）
- 晴れ渡る仏印 （室戸書房 1942年）
- 新嘉坡の宿 （興亜書房 1942年）
- 国違ひ （日本文林社 1942年）
- 小説和泉式部 （協力出版社 1943年）
- おもかげ （大都書房 1943年）
- 竜になった鯉 （育英書院 1944年）
- おしろい花 （九州書房（中篇小説新書） 1946年）
- 巴里アポロ座 （隅田書房 1947年）
- 思い出の薔薇 （偕成社 1949年）
- 夢路はるかに （偕成社 1949年）
- 豹 杜陵書院 （1949年）
- 春のワルツ （偕成社 1950年）
- 森三千代鈔 （濤書房 1977年8月）
- 復刻版：晴れ渡る仏印 （ゆまに書房（「帝国」戦争と文学） 2005年6月）

## 共著
- 静か雨 現代女流作家名作選 （現代社 1958年）
- 相棒 金子光晴・森三千代自選エッセイ集 （浩文社 1975年）、新編・中公文庫 2021年
- 三人 詩集 （金子光晴・森乾共著 講談社 2008年、講談社文芸文庫 2019年）

## 再話
- ハムレット （シェークスピア 偕成社 1950年）
- 湖上の美人 （ウォルター・スコット 偕成社（世界名作文庫） 1950年）
- リヤ王 （シェークスピア 偕成社（世界名作物語） 1950年）
- マクベス （シェークスピア 偕成社（世界名作文庫） 1951年）
- 雨月物語 （上田秋成 偕成社（世界名作文庫） 1952年）
- ロミオとジュリエット （シェークスピア 偕成社（世界名作文庫） 1953年）
- オセロ （シェークスピア 偕成社（世界名作文庫） 1953年）
- ジュリアス・シーザー （シェークスピア 偕成社（世界名作文庫） 1954年）
- 嵐ガ丘 （エミリ・ブロンテ 偕成社（世界名作文庫） 1954年）
- 運命の女王クレオパトラ （シェークスピア 偕成社（世界名作文庫） 1955年）
- たけくらべ （樋口一葉 偕成社（世界名作文庫） 1956年）
- 春雨物語 （上田秋成 弘文堂（日本少年少女古典文学全集） 1958年）
- 枕草子物語 （清少納言 弘文堂（日本少年少女古典文学全集） 1960年）
- 紫式部日記 王朝日記集 （筑摩書房（古典日本文学全集） 1960年）
- ベニスの商人 （シェークスピア 偕成社（少女世界文学全集） 1960年）
- 君よ知るや南の国 （ゲーテ 偕成社（少女世界文学全集） 1962年）
- 和泉式部日記 （河出書房新社（国民の文学） 1964年、新版 日本古典文庫 1976年）
- 伊勢物語、土佐・更級日記 （紀貫之、菅原孝標の女 ポプラ社（古典文学全集） 1965年）